# Rolling coal

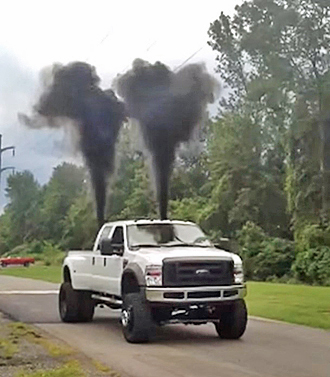
Ford F-450 «rolling coal» (випускає великі хмари чорного дизельного диму).

Rolling coal — це практика модифікації дизельних двигунів з метою збільшити споживання палива для того, щоб випускати велику кількість чорного або сірого диму з сажею у повітря. Вона також включає вилучення фільтрів вихлопних газів. Особи, що практикують Rolling coal, часто додатково модифікують свої транспортні засоби шляхом встановлення вмикачів диму. Така модифікація коштує від $200 до $5000.

## Підґрунтя
Історія явища почалась коли власники вантажівок почали форсувати двигуни, щоб перевозити більше товарів і з більшою швидкістю. Такі модифікації призводили до появи димного вихлопу. Після того прихильники почали модифікувати свої автомобілі для досягнення аналогічного візуального ефекту, щоб позиціонувати свої автомобілі як швидкі і потужні.
Rolling coal це свідоме забруднення повітря для розваг чи протесту. Деякі водії спеціально вмикають дим у присутності гібридних автомобілів (називається «Prius repellent» — відлякувач Пріусів), щоб їх водії втрачали видимість дороги та вдихали шкідливе забруднене повітря. Також вихлоп може бути спрямований на велосипедистів, мітингуючих та пішоходів. Особи, що практикують rolling coal, посилаються на «Американську свободу» і виступають проти «розгулу екологічності».
Найбільше занепокоєння викликають порушення безпеки дорожнього руху, так як чорний дим може погіршити видимість, створюючи ризик аварій транспортних засобів, та порушення законів щодо захисту чистоти повітря.

## Законність

### США
У липні 2014 United States Environmental Protection Agency зазначило, що така практика є незаконною, оскільки порушує законодавство щодо чистоти повітря, яким заборонено виробляти, продавати та встановлювати частини моторних транспортних засобів, які дозволяють обходити, пошкоджувати або виводити з ладу будь-який пристрій контролю викидів, та заборонено будь-кому втручатися в пристрій контролю викидів на транспортному засобі, видаливши його або зробивши його непрацездатним до або після продажу чи доставки покупцеві.
У березні 2015 року представник Генеральної Асамблеї штату Іллінойс Will Guzzardi опублікував законопроєкт, який пропонував накласти штраф у розмірі 5000 доларів на кожного, хто видаляє або змінює обладнання для контролю викидів. Guzzardi дав зрозуміти, що «штраф буде вищим за будь-які санкції, що застосовуються чинним законодавством, яке забороняє втручання у викиди».
У травні 2015 року губернатор штату Нью-Джерсі Кріс Крісті підписав законопроєкт, що забороняє модернізацію автомобілів з дизельним двигуном для збільшення викидів твердих частинок з метою Rolling coal. Ті, у кого виявлено порушення, підлягають штрафу Департаментом охорони навколишнього середовища штату. Штраф був введений Асамблеєю штату за пропозицією Tim Tim Eustace після того, як пікап надимив у Nissan Leaf, що належить Eustace під час поїздки на Нью-Джерсі Turnpike.
У Колорадо та Мериленді запропоновані заборони не були прийняті у 2016, але пройшли у 2017.